# NGC 7293
NGC 7293 je planetna maglica u zviježđu Vodenjaku. Maglica ima neobične strukture pa se razmatra mogućnost je li to posljedica fotoionizacije plina koja nastaje zbog bijelog patuljka u središtu.

## Vanjske poveznice
- (engl.) SEDS: NGC 7293
- (engl.) Hartmut Frommert: Revidirani Novi opći katalog
- (engl.) Izvangalaktička baza podataka NASA-e i IPAC-a
- (engl.) Astronomska baza podataka SIMBAD
- (engl.) VizieR
- DSS-ova slika NGC 7293  Arhivirana inačica izvorne stranice od 26. ožujka 2016. (Wayback Machine)
- (engl.) Auke Slotegraaf: NGC 7293 Deep Sky Observer's Companion
- (engl.) NGC 7293  Arhivirana inačica izvorne stranice od 29. prosinca 2015. (Wayback Machine) DSO-tražilica
- (engl.) Courtney Seligman: Objekti Novog općeg kataloga: NGC 7250 - 7299